# Великият лов
Великият лов (на английски: The Great Hunt) е втората книга от фентъзи поредицата „Колелото на времето“ от американския писател Робърт Джордан. Публикувана е от Tor Books на 15 ноември 1990 г. Състои се от пролог и 50 глави.
Историята включва младите герои Ранд ал-Тор, Мат Каутон и Перин Айбара, които се присъединяват към шиенарски военен отряд, който има за задача да върне Рога на Валийр. По същото време Егвийн ал-Вийр, Нинив ал-Мийра и Елейн Траканд отиват в Бялата кула в Тар Валон да се учат от Айез Седай. Освен това западният бряг е нападнат от странна армия.

## Сюжет

### Пролог
Баал-замон се появява на среща на Мраколюбци, за да планира нещата за завръщането на Шайтан. Освен Отстъпника и Мраколюбците на срещата присъстват и две Айез Седай, за едната от които знаем, че е Лиандрин. Прологът показва колко се е увеличило влиянието на Баал-замон, дори на места, за които главните герои вярват, че са безопасни.

### Ловът започва
След събитията от Окото на света героите си почиват в шиенарската крепост Фал Дара, където на посещение идва Амирлинския трон, Сюан Санче. Тя започва да крои планове с Айез Седай Моарейн Дамодред и Верин. Среща се с Ранд ал-Тор и му казва, че е Прероденият Дракон, което той отрича. Състоянието на Мат се влошава от близостта му с покварената кама. Междувременно Ран продължава да се учи на меча от Лан. Мраколюбецът Падан Фейн е затворен в тъмницата на крепостта, но създания на Тъмния нападат града, за да го освободят, като открадват и Рога на Валийр и камата, от която Мат все още се нуждае, преди окончателното му Изцеляване. Ранд, Перин и Мат се присъединяват към отряда, изпратен да върне откраднатото. Шиенарския лорд Ингтар води батальона, който включва и опитния преследвач Хюрин.
Нинив и Егвийн пътуват към Тар Валон с Моарейн, за да бъдат обучавани от Айез Седай. Елейн Траканд от Андор и ясновидката Мин вече са пристигнали. Поради големия си потенциал Нинив веднага е издигната в Посветена — ранг под този на Айез Седай, но по-висш от този на новачката.
Ранд, Лоиал и Хюрин са разделени от шиенарските войници и пренесени в алтернативен свят чрез Портален камък. Светът е подобен на техния, но земята изглежда опустошена и изоставена. Ранд подозира, че е активирал камъка чрез несъзнателно преливане на сайдин, макар че Егвийн сънува, че за това е отговорна мистериозна жена. Изобщо усилията на Ранд да приеме способността си за преливане е основна тема в романа. Той се среща с Баал-замон в Тел'айеран'риод и по време на двубоя им в дланта му е прогорена чапла. По-късно те намират нов Портален камък с помощта на мистериозна жена на име Селийн. Ранд успява да използва камъка и да върне групата в техния си свят, при това с голямо предимство и пред Фейн, и пред Ингтар. Изчаквайки Мраколюбците да се приближат, те успяват да се промъкнат в лагера им и да си върнат камата и Рога.
Не успявайки да си обясни изчезването на Ранд, отрядът на Ингтар продължава да следи Падан Фейн с помощта на Перин. Той се преструва, че, както Хюрин, надушва миризмата на злото, но истината е, че използва усилените си сетива и връзката си с вълците.
Групата на Ранд пристига в Кайриен и Селийн ги напуска без предупреждение. С пристигането си Ранд открива стария веселчун Том Мерилин, когото мисли за мъртъв след срещата му с мърдраала в Бели мост. Тролоци нападат Ранд и Лоиал, които, в опита си да избягат, разрушават Съборната палата на Илюминаторите, потайна гилдия, притежаваща познанието за изработка на фойерверки. Рогът и камата отново са изгубени.

### Към Томанска глава
С помощта на Перин отрядът на лорд Ингтар успява да намери Ранд в Кайриен. Заедно научават, че Рогът е бил отнесен към Томанска глава, в пристанищния град Фалме. Надявайки се да стигне бързо там, Ранд опитва да преведе групата през Портален камък. Макар и да успява, поради частично разрушение на камъка, те всъщност губят време. Оттук нататък действието се развива на другия край на континента, където завоевателите Сеанчан и техните странни зверове са окупирали Фалме.
В Бялата кула, Лиандрин казва на Егвийн, Нинив, Елейн и Мин, че Ранд и приятелите му са в опасност. Те пътуват с нея до Томанска глава през Пътищата. Когато пристигат, Мин е пленена от Сеанчан, а Егвийн е окаишена с ай-дам, приспособление, което сеанчанците използват, за да контролират преливащи жени. Нинив и Елейн успяват да избягат.
При Фалме Ранд, Ингтар и останалите образуват малък отряд, който да вземе обратно камата и Рога на Валийр, който се състои от самите тях, Хюрин, Перин и прогресивно разболяващия се Мат. Ранд се промъква в сградата, където държат Рога, и убива Върховния лорд Турак, майстор на меча от Сеанчан, преди да избяга с Рога и камата. Ингтар признава, че е Мраколюбец и е отговорен за пропускането на тролоците по време на изненадващата атака над Фал Дара, но след това изкупва греховете си, биейки се за успеха на Ранд.
По същото време Елейн и Нинив спасяват Егвийн от нашийника и опитват да напуснат града. Белите плащове избират точно този момент да атакуват, като така героите се озовават в капан между Сеанчан и Чедата на Светлината. Изпълнен с отчаяние, Мат надува Рога на Валийр, призовавайки на помощ мъртви герои, водени от Артур Ястребовото крило. Сеанчанците с лекота надвиват Чедата, но след това са победени от възкресените герои и са принудени да се качат на корабите си и да отплават обратно.
Накрая Ранд се дуелира с Баал-замон и техните лица се появяват в небето, привличайки вниманието на всички. Ранд е неспособен да пробие защитата на Баал-замон и се разтваря в последния боен похват, научен от Лан. Баал-замон го удря, но Ранд го пронизва с убийствен контраудар. Въпреки това той е сериозно ранен.
Появява се отново Селийн, която се оказва мощна Айез Седай: Ланфеар, една от Отстъпниците.